# Ryan Jensen
Ryan Jensen (Rangely, 27 maggio 1991) è un ex giocatore di football americano statunitense che ha militato nel ruolo di centro nella National Football League (NFL). Fu scelto nel corso del sesto giro (203º assoluto) del Draft NFL 2013 dai Baltimore Ravens. Al college ha giocato a football alla CSU Pueblo University.

## Carriera professionistica

### Baltimore Ravens
Jensen fu scelto nel corso del sesto giro del Draft 2013 dai Baltimore Ravens. Dopo non essere mai sceso in campo nella sua prima stagione, debuttò come professionista nell'ultima turno della seconda contro i Cleveland Browns. Una settimana dopo scese di nuovo in campo nella gara di playoff vinta contro i Pittsburgh Steelers.

### Tampa Bay Buccaneers
Il 16 marzo 2018 Jensen firmò con i Tampa Bay Buccaneers un contratto quadriennale del valore di 42 milioni di dollari che lo rese il centro più pagato della NFL. Il 7 febbraio 2021, nel Super Bowl LV contro i Kansas City Chiefs campioni in carica, partì come titolare nella vittoria per 31-9, conquistando il suo primo titolo.
Nel 2021 Jensen fu convocato per il suo primo Pro Bowl.
Il 14 marzo 2022 Jensen firmò un rinnovo contrattuale triennale con i Buccanneers per 39 milioni di dollari. Durante la preparazione estiva Jensen subì un grave infortunio al ginocchio che lo costrinse ad essere inserito in lista riserve/infortunati il 1º settembre 2022. Tornò disponibile solo per la partita dei play-off del turno delle wild-card del 16 gennaio 2023.
Il 29 agosto 2023 Jensen fu nuovamente inserito in lista riserve/infortunati a causa del perdurare dei problemi al ginocchio precedentemente infortunato, dovendo quindi saltare l'intera stagione 2023.

### Ritiro
Il 2 febbraio 2024 Jensen annunciò il suo ritiro dal football professionistico dopo dieci stagioni nella NFL.

## Palmarès

### Franchigia
- Super Bowl : 1

Tampa Bay Buccaneers: LV
- National Football Conference Championship: 1

Tampa Bay Buccaneers: 2020

### Individuale
- Convocazioni al Pro Bowl: 1

2021